# Carl Preen
Carl Wilhelm Hermann Preen (* 15. Juni 1824 in Rübeland; † 22. Januar 1889 in Tanne) war ein deutscher Hütteningenieur und Unternehmer, der als Sozialreformer hervortrat.

## Leben
Preens Vater Carl Preen (sen.) war Hütteninspektor bei der herzoglich braunschweigischen Oberhütteninspektion in Rübeland. In der Zeit von Juni 1830 bis März 1837 besuchte Carl Preen die Volksschule in Rübeland und wechselte Ostern 1837 auf die Klosterschule nach Ilfeld. Dort legte er am 5. April 1840 sein Abitur ab. Anschließend absolvierte er ein Studium am Collegium Carolinum in Braunschweig.
In den Revolutionswirren von 1848 musste er aus Braunschweig nach Brilon ins Sauerland fliehen. In Olsberg erhielt er eine Anstellung als Prokurist bei der Firma Gebrüder Kropff & Unkraut. Im Sommer 1868 wechselte er nach Tanne, wo er als Hütteninspektor bei der Tanner Hütte angestellt wurde. Nach der Schließung des Hüttenwerks im Herbst 1869 ergriff er die Initiative und gründete eine Arbeiter-Produktivgenossenschaft, aus der 1871 die Tanner Hütte Eisenguß-Waren Aktiengesellschaft hervorging. Carl Preen war von 1871 bis 1889 der Direktor der Tanner Hütte.
Am 23. März 1872 heiratete er Caroline Brünig, am 1. Mai 1873 wurde der gemeinsame Sohn Karl Preen (jun.) geboren. Preen starb am 22. Januar 1889 in Tanne.

## Arbeiter-Produktivgenossenschaft
Im Frühjahr 1871 wurde beschlossen, für den Weiterbetrieb der Tanner Hütte eine Produktivgenossenschaft zu gründen, an der alle Mitglieder zu gleichen Teilen beteiligt sein sollten. Die treibende Kraft war von Anfang an Carl Preen. Da es aber Mitglieder gab, die um ihr Hab und Gut fürchteten, wenn die Genossenschaft einmal Bankrott ginge, wurde nach einiger Zeit doch die Aktiengesellschaft als Rechtsform gewählt. Die neue Gesellschaft sollte als Tanner Hütte Eisenguß-Waren Aktiengesellschaft firmieren und ein Stammkapital von 25.000 Talern besitzen. Durch die Ausgabe von 500 Aktien zu 50 Talern sollte dieses aufgebracht werden. Nun ging es darum, die Aktien zu verteilen. Wer eine Aktie erwerben wollte, musste eine Anzahlung von 5 Talern leisten. Mit dem Erwerb der Aktien sicherte man sich gleichzeitig einen Arbeitsplatz sowie ein Mitspracherecht in der Genossenschaft. Dieses System wurde 1874 auch bei der Wiedaer Hütte in Wieda angewendet, auch dort gab man Aktien aus. Die Tanner Hütte erwarb die Aktienmehrheit und übernahm gleichzeitig die Leitung des Betriebs.
Die Arbeiter-Produktivgenossenschaft der Tanner Hütte wird heute vielfach als der erste „volkseigene“ Betrieb in Deutschland angesehen.

## Ehrungen
Nach seinem Tod errichtet ihm die Belegschaft der Hütte ein Ehrengrab auf dem Friedhof, in Anerkennung seiner Leistung zum Erhalt der Tanner Hütte. Im Jahr 2010 wurde in Tanne eine Straße nach ihm als Carl-Preen-Ring benannt.

## Schriften
- Bericht über die Genossenschaft auf dem Hüttenwerk zu Tanne. Halle (Saale) 1872.